# باراسكيفاس أنتزاس
باراسكيفاس أنتزاس (باليونانية: Παρασκευάς Άντζας)‏ ، من مواليد 18 أغسطس 1976 في أثينا في اليونان ، لاعب كرة قدم يوناني.
يلعب مع نادي أولمبياكوس منذ عام 2007.
بدأ باللعب مع منتخب اليونان لكرة القدم في عام 1999.

## روابط خارجية
- باراسكيفاس أنتزاس على موقع الاتحاد الدولي (مؤرشف)  (الإنجليزية)
- باراسكيفاس أنتزاس على موقع الاتحاد الأوربي (الإنجليزية)
- باراسكيفاس أنتزاس على موقع قاعدة بيانات كرة القدم.إي يو (الإنجليزية)
- باراسكيفاس أنتزاس على موقع ليكيب (الفرنسية)
- باراسكيفاس أنتزاس على موقع ناشيونال فوتبول تيمز (الإنجليزية)
- باراسكيفاس أنتزاس على موقع عالم كرة القدم.نت (الإنجليزية)
- باراسكيفاس أنتزاس على موقع كووورة